# Dietrich Fischer-Dieskau
Dietrich Fischer-Dieskau (28. května 1925, Berlín – 18. května 2012, Berg) byl německý zpěvák (baryton), dirigent, malíř, spisovatel a recitátor.
Byl interpretem řady operních rolí (Wolfgang Amadeus Mozart, Giacomo Puccini, Richard Wagner, Richard Strauss), písňové tvorby (Franz Schubert, Robert Schumann, Johannes Brahms, Gustav Mahler, Hugo Wolf) či kantát (Johann Sebastian Bach). Za své dílo byl oceněn mnoha cenami a vyznamenáními.